# UボートXVIII型
UボートXVIII型は、第二次世界大戦中のドイツ海軍の攻撃潜水艦。

## 概要
ヘルムート・ヴァルターが提唱した、高濃度過酸化水素を用いた非大気依存推進 (ヴァルター機関) を使用している。1943年1月4日にドイチェヴェルケで2隻が起工した。
1943年12月14日にクルップ・ゲルマニアに移され、完成を目指したが、艦形が類似するXXI型の建造が優先され、1944年5月に建造中止になった。

## 同型艦
- U-796
- U-797